# Централна прекодунавска регија
Централна прекодунавска регија (мађ. Közép-Dunántúl), такозвана краљевска регија, је једна од седам мађарских статистичких регија. Ово је трећа регија по развијености у Мађарској.

## Географија
Ова регија обухвата три жупаније и то:
- Комаром-Естергом,
- Фејер и
- Веспрем.

Центар регије је град Стони Београд, мађ. Székesfehérvár

### Централна прекодунавска регија (Közép-Dunántúli régió) - уређење
(У загради, поред котарског имена и оригиналног Мађарског имена, су подаци о броју становника из пописа од 1. јануара 2005. године.): 

#### Комаром-Естергом()
- Дорошки Dorogi kistérség; (40.401)
- Естергомски Esztergomi kistérség; (56.077)
- Кишбершки Kisbéri kistérség; (21.285)
- Комаромски Komáromi kistérség; (41.375)
- Орослањошки Oroszlányi kistérség; (27.747)
- Татабањски Tatabányai kistérség; (89.064)
- Татајски Tatai kistérség; (39.595)

#### Фејер()
- Абајски Abai kistérség; (24.081)
- Адоњски Adonyi kistérség; (24.755)
- Бичкешки Bicskei kistérség; (37.581)
- Дунаујварошки Dunaújvárosi kistérség; (74.810)
- Ењиншки Enyingi kistérség; (21.739)
- Ерчањски Ercsi kistérség; (23.970)
- Гардоњски Gárdonyi kistérség; (23.825)
- Моријски Móri kistérség; (35.086)
- Шарбогардски Sárbogárdi kistérség; (26.251)
- Секешфехерварошки Székesfehérvári kistérség; (136.700)

#### Веспрем()
- Ајкашки Ajkai kistérség; (58.148)
- Балатоналмадски Balatonalmádi kistérség; (27.679)
- Балатонфиредски Balatonfüredi kistérség; (21.997)
- Папашки Pápai kistérség; (62.806)
- Шимечки Sümegi kistérség; (16.224)
- Таполцајски Tapolcai kistérség; (36.892)
- Варпалоташки Várpalotai kistérség; (37.662)
- Веспремшки Veszprémi kistérség; (83.380)
- Зиршки Zirci kistérség; (21.767)

## Белешке
1. ↑  Котари у Мађарској